# Werner August von Elverfeldt
Werner August von Elverfeldt (* 16. September 1740; † 3. Februar 1814) war ein römisch-katholischer Geistlicher, Geheimer Rat und Domherr in Münster, Paderborn und Hildesheim.

## Leben
Werner August von Elverfeldt entstammte dem rheinisch-westfälischen Adelsgeschlecht von Elverfeldt. Er war der Sohn des Friedrich Christian von Elverfeldt und dessen Gemahlin Maria Victoria von Wolff-Metternich. Sein Bruder Clemens August (1732–1783) war kurkölnischer Kämmerer. Werner August absolvierte ein Biennium (Voraussetzung für einen geistlichen Beruf) in Reims und erhielt durch den Verzicht seines Bruders Clemens August eine Dompräbende in Münster. Im Hinblick auf die Wahl des Fürstbischofs im Jahre 1762 verzichtete er zugunsten des Domherrn Karl Arnold von Hompesch. Im Gegenzug erhielt er in Paderborn eine Präbende, auf die August Wilhelm von Wolff-Metternich verzichtet hatte. In den Besitz einer Hildesheimer Präbende gelangte er im Jahre 1768. Er war Archidiakon in Alfeld und 1802 Dekan im Kollegiatstift St. Andreas in Hildesheim. In Paderborn war er Kammerpräsident und von 1792 bis 1800 Domkellner. Ab 1801 war er Subdiakon und Propst des Kollegiatstiftes Busdorf.

## Auszeichnungen
Geheimer Rat